# Bundesrat Schaffner Torte
Bundesrat Schaffner Torte (česky dort spolkového rady Schaffnera) v jiných částech Švýcarska označovaný jako Rahmkirschtorte (česky dort se šlehačkou a pálenkou Kirsch) je pětivrstvý kruhový dort s průměrem asi 24 cm a výškou asi 8 cm. Dort se skládá z piškotového těsta, šlehačky a sněhových „pusinek“. Dort vytvořil v roce 1961 Ernst Wolleb, cukrář z obce Gränichen, kantonu Aargau, pro recepci konanou na přivítání nově zvoleného spolkového rady Hanse Schaffnera. Dort je vyráběn nejen cukrárnou v Gränichenu, ale po jejím převzetí společností Hächler Bäckerei Konditorei také v obci Seengen, v kantonu Aargau. 
První a pátou vrstvou dortu jsou sněhové pusinky z bílku a cukru. Cukr se rozdělí na dvě části. Bílek se ušlehá s první částí cukru, přičemž cukráři jej šlehají ve šlehači až 30 minut. Až je hmota dostatečně hutná, přidá se postupně zbývající část cukru. Hotová hmota na sněhové pusinky se nanese spirálovitě, směrem od středu, na pečicí papír pomocí cukrářského pytlíku. Spirála má být z estetických důvodů vidět i po upečení, pro tento dort je charakteristická. Pečení pusinek probíhá při 120 až 150 °C a pootevřené troubě asi 2 hodiny. Po upečení musí pusinky před dalším zpracování dostatečně vychladnout. 
První z pusinek vytvoří základnu dortu, na kterou se nanese vrstva šlehačky, ke které byl předtím přimíchán cukr a prášková želatina pro lepší stabilitu. Vrstva šlehačky musí být dobře vyrovnána. 
Třetí vrstvou a jádrem dortu je piškot z teplé piškotové hmoty. Vejce a cukr se míchají v kovové míse nad ohněm až do chvíle, kdy se cukr ve vlažné směsi rozpustí. Směs je v tuto chvíli dána stranou a šlehačem vyšlehána do pěny. Následně je k ní postupně přidávána mouka, přičemž je důležité, aby škrob v mouce začal lepit, jinak se hmota zhroutí. Hotové těsto se nalije do dortové formy vyložené pečicím papírem. Stěny formy se nepotírají tukem, aby se těsto od okrajů nedolepovalo a zachoval se správný průměr a tvar a dále aby povrch dortu nebyl deformován.  Korpus se peče při 180 až 200 °C asi 25 až 30 minut. Vychladlý piškot se podélně rozkrojí napůl a jedna polovina piškotu (asi 2,5 cm vysoká) se usadí na vrstvu šlehačky tak, aby porézní strana, kde byl veden řez, byla nahoře. Tato porézní strana se pokropí roztokem pálenky Kirsch (třešňovice), cukru a malého množství vody. 
Až piškot roztok dostatečně nasaje, nanese se čtvrtá vrstva, kterou je opět šlehačka, která se musí opět dobře vyrovnat. Šlehačka je nanesena také na bok piškotu a ten je posypán plátky pražených mandlí. Nyní je dort umístí na pevnou podložku s dortovým papírem. Na závěr je umístěna na dort poslední vrstva a tou je druhá sněhová pusinka. 
Tento dort je podobný dortu Zuger Kirschtorte. Liší se tím, že sněhové pusinky neobsahují ořechy a dort neobsahuje máslový krém, ale šlehačku. 
Dort chutná nejlépe čerstvý, v lednici může být uchováván 2 dny. Bývá konzumován jako dezert nebo jako svačinka k čaji či kávě. K dostání je také zmrazený.